# Темповский заказник
Темповский заказник — государственный природный заказник (комплексный) регионального (областного) значения Московской области, целью которого является сохранение природных комплексов, их компонентов в естественном состоянии; восстановление нарушенных природных комплексов; поддержание экологического баланса. Заказник предназначен для:
- сохранения и восстановления природных комплексов;
- сохранения местообитаний редких видов растений, лишайников и животных;
- ведения мониторинга организмов, занесенных в Красную книгу Российской Федерации и Красную книгу Московской области;
- выполнения научно-исследовательских работ по изучению объектов особой охраны заказника, а также по выработке и апробации природоохранных технологий;
- экологического просвещения и экологического образования.

Заказник основан в 2019 году. Местонахождение: Московская область, Талдомский городской округ, к югу и востоку от деревни Кутачи, к югу и западу от деревни Жуково, в 750 м к западу от деревни Юдино, в 700 м к западу от деревни Пановка, к северу от деревни Полудёновка, к востоку от села Темпы, в 730 м к юго-востоку от деревни Стариково. Общая площадь заказника составляет 3215,50 га, в том числе участок 1 — 3206,36 га, участок 2 — 9,14 га. Территория заказника включает кварталы Танинского участкового лесничества Талдомского лесничества: 11—13, 17—20, 23—28, 31—34, часть квартала 35 к западу от автомобильной дороги «Дмитров — Талдом — Темпы» (далее — шоссе Р112), часть квартала 36 к западу от шоссе Р112, кварталы 40—44, часть квартала 45 к западу от шоссе Р112, кварталы 50—53, часть квартала 54 к северо-западу от шоссе Р112, часть квартала 55 к северо-западу от шоссе Р112, кварталы 59—61, часть кварталов 62 и 63 к северо-западу от шоссе Р112, части кварталов 71, 72 и 73 к северо-западу от шоссе Р112.

## Описание
Территория заказника лежит в южной части Верхневолжской низменности в зоне распространения плоских водно-ледниковых и моренно-водно-ледниковых равнин на левобережье реки Дубны. Кровля дочетвертичных пород территории представлена преимущественно верхнеюрскими глинами, а также известняками верхнего карбона (в южной оконечности). Породы четвертичного времени в данной местности представлены в основном водно-ледниковыми песками и супесями, отложенными потоками талых ледниковых вод вдоль долины реки Волги. В долинах рек на надпойменных террасах залегают древнеаллювиальные, преимущественно песчаные отложения.
Территория заказника включает плоские водно-ледниковые и древнеаллювиально-водно-ледниковые равнины (на участках 1 и 2) с болотами различных типов, сформировавшимися в пределах ложбин и западин, а также левобережный участок долины реки Дубны с первой надпойменной террасой (участок 1 в северо-восточной части территории). Перепад высот в пределах территории незначительный: абсолютные отметки изменяются от 122 до 130 м над уровнем моря. Основные поверхности равнин сложены водно-ледниковыми или древнеаллювиально-водно-ледниковыми песчано-супесчаными или суглинистыми отложениями. Уклоны поверхностей обычно не превышают 1—3 градусов. По днищам ложбин и западин водно-ледниковые отложения перекрыты с поверхности торфяной или перегнойной толщей. Поверхности террасы реки Дубны сложены древнеаллювиальными отложениями.
Заболоченные западины и ложбины заказника, преимущественно залесенные, заметно различаются по своим размерам и форме. Наиболее крупный подобный болотный массив расположен в кварталах 19, 27 Танинского участкового лесничества Талдомского лесничества на северо-востоке участка 1. Площадь болота — более 50 га. Крупное залесенное болото (площадью около 20 га) образовалось также в квартале 18 Танинского участкового лесничества Талдомского лесничества. Ширина неглубоко врезанных заболоченных ложбин достигает 100 м и более.
Гидрологический сток на территории заказника имеет общее направление в реку Дубну (правый приток реки Волги), протекающую к северу и северо-востоку от него. В пределах заказника встречаются старые заросшие дренажные канавы прошлых десятилетий и более современные, в основном проложенные на юге и западе территории, а также оконтуривающие часть границы заказника на северо-западе, севере и северо-востоке. Общая протяженность зарастающих дренажных каналов и канав территории составляет около 15 км, ширина водотоков колеблется от 1 до 3 м. Большая их часть разгружается в реку Дубну.
Почвенный покров в границах заказника представлен на возвышениях дерново-подзолами на песчано-супесчаных отложениях или дерново-подзолистыми почвами на суглинках. В понижениях с замедленным дренажем образовались дерново-подзолисто-глеевые почвы. В днищах ложбин и западин — перегнойно-глеевые, под черноольшаниками — гумусово-глеевые и торфяные эутрофные глеевые почвы. На болотах — торфяные олиготрофные и торфяные эутрофные почвы.

### Флора и растительность
На территории заказника произрастает не менее 257 видов сосудистых растений. На плоских возвышенных водораздельных участках в центральной и южной частях заказника представлены березово-осиновые, елово-осиново-березовые и еловые леса со значительным участием липы, реже — клёна и вяза. Некоторые выделы из-за предыдущей лесохозяйственной деятельности в настоящий момент сложены почти чистыми липняками, нередко с участием клёна и вяза. Есть и небольшие по площади участки взрослых вязовников. В северной части заказника чаще встречаются еловые, елово-сосновые и сосново-еловые леса, там же есть довольно крупное верховое сосновое болото. В неглубоких ложбинах и понижениях представлены заболоченные черноольшаники, которые чередуются с заболоченными лугами и низинными болотами. На местах старых вырубок и заросших лесом лугов сформировались березняки злаково-травяные. Встречаются и постепенно зарастающие лесом свежие и влажные луга — кормовые поляны и бывшие сенокосы.
Наибольшие площади на дренированных, относительно богатых почвах участка 1 заказника занимают смешанные широколиственно-хвойные, хвойно-широколиственные леса и их производные хвойно-мелколиственные с участием широколиственных пород. Возраст древостоя в условно-коренных и короткопроизводных лесах составляет обычно около 80—100 лет. Встречаются осиново-березово-еловые, елово-березовые, елово-березово-осиновые, елово-осиновые леса с участием сосны и широколиственных пород (главным образом липы и, в меньшей степени, клёна платановидного; редко — с участием вяза шершавого (голого). Широколиственные породы участвуют в сложении первого и второго ярусов, они же представлены в виде обильного подроста. Местами есть небольшие участки липняков, как правило, с участием клёна, и реже — вяза.
Кустарниковый ярус в этих лесах образован жимолостью лесной и лещиной. Изредка встречается волчеягодник обыкновенный (редкий и уязвимый вид, не занесенный в Красную книгу Московской области, но нуждающийся на её территории в постоянном контроле и наблюдении). В травяном покрове сочетаются таёжные и дубравные виды растений.
Травяной покров в лесах с доминированием или участием широколиственных пород неморальнотравный (широкотравный) с участием видов хвойных лесов и влажнотравья. Наиболее часто в травяном ярусе встречаются копытень европейский, медуница неясная, сныть, зеленчук жёлтый, звездчатка жестколистная, чина весенняя, лютик кашубский, бор развесистый, ландыш майский. Таёжные виды представлены ожикой волосистой, майником двулистным, осокой пальчатой, ортилией однобокой, черникой и костяникой. В редком моховом ярусе доминируют неморальные мхи, в том числе атрихум волнистый. На стволах старых осин иногда растет мох — некера перистая (занесена в Красную книгу Московской области).
Местами встречаются чистые липняки с высокой сомкнутостью крон, сформировавшиеся в результате целенаправленной лесохозяйственной деятельности. Редко (по окрайкам черноольшаников или у водотоков) на богатых и влажных почвах есть участки вязовников (как из вяза гладкого, так и голого).
В субнеморальных еловых и сосново-еловых лесах, соседствующих с хвойно-широколиственными и таёжными типами лесов, широколиственные породы деревьев присутствуют лишь в виде подроста. Здесь также изредка отмечен волчеягодник обыкновенный, а в травяном покрове дубравное широкотравье представлено значительно беднее, чем в смешанных лесах.
Лесокультуры ели редкопокровные вкраплены среди еловых и сосново-еловых лесов. Редко встречаются поврежденные короедом-типографом участки с вывалом елей.
Значительные площади в условиях меньшего богатства почв занимают еловые, сосново-еловые леса с участием березы и осины кислично-черничные, кислично-вейниково-черничные, кислично-папоротниково-черничные с подростом ели и рябины. Типичными видами таких лесов являются, кроме кислицы, черники и вейника тростниковидного, щитовник игольчатый (картузианский), голокучник обыкновенный, седмичник европейский, майник двулистный, ожика волосистая, ортилия однобокая, грушанка малая. По светлым участкам встречается плаун годичный. Отмечен ладьян трехраздельный (занесен в Красную книгу Московской области). В напочвенном покрове преобладают зеленые таёжные мхи, в понижениях встречаются также политрихум обыкновенный и сфагновые мхи. На ветвях елей, реже — осин, в северной части заказника произрастает уснея почти цветущая (занесена в Красную книгу Московской области).
На месте рубок формируются березняки с участием подроста деревьев прочих пород (козьей ивы, рябины, ели, сосны, липы, клёна). Чистые молодые березняки в северной части заказника — это заросшие лесом участки, ранее бывшие сенокосными лугами с обедненным, унаследованным у них травяным покровом. Часть таких лугов, вероятно, изредка косится, так как используется под кормовые угодья в охотничьем хозяйстве.
В условиях застойного увлажнения встречаются небольшие по площади черничные зеленомошно-сфагновые и сфагновые сосняки и березовые леса. В мшистом березняке в южной части заказника найден пальчатокоренник пятнистый (занесен в Красную книгу Московской области).
Также произрастает пальчатокоренник балтийский, или длиннолистный, занесенный в Красную книгу Российской Федерации и Красную книгу Московской области.
На верховом болоте в северо-восточной части заказника представлены низкобонитетные пушицево-кустарничково-сфагновые сосняки с деревьями высотой 3—10 метров. Под ними развит сплошной покров болотных кустарников — багульника и болотного мирта. Болото окружено глубоким и широким обводненным рвом.
На заболоченных участках в северной части заказника есть сосняки со сфагновым покровом и болотными видами (вахта трехлистная, телиптерис болотный, хвощ речной и другими видами), часто с участием тростника, иногда чередующиеся со сфагново-осоковым участками.
В условиях постоянного избыточного увлажнения по ложбинам стока и замкнутым понижениям среди хвойных и смешанных лесов широко встречаются елово-черноольховые влажнотравные сообщества и старовозрастные черноольшаники в сочетании с низинными болотами, сфагновыми сосняками и сероольхово-пушистоберезовыми серовейниковыми и тростниковыми топями.
На повышениях по окрайкам таких черноольшаников нередко наблюдаются группы лип и кленов, а иногда и небольшие вязовники. Есть пятна страусниковых сообществ. Из охраняемых в Московской области видов в черноольшаниках с елью найдены манник литовский и княженика, или поленика (занесены в Красную книгу Московской области), а также гнездовка настоящая (редкий и уязвимый вид, не занесенный в Красную книгу Московской области, но нуждающийся на её территории в постоянном контроле и наблюдении).
По сырым прогалинам и разреженным лесам растут пальчатокоренники Фукса и мясо-красный, купальница европейская, любка двулистная, дремлик широколистный (все эти пять видов являются редкими и уязвимыми, не занесенными в Красную книгу Московской области, но нуждающимися на её территории в постоянном контроле и наблюдении), а также дудник лесной, вербейник обыкновенный, щучка дернистая, кочедыжник женский, лапчатка прямостоячая, чина луговая, осока мохнатая, гравилат речной, горец змеиный, бодяк овощной. Также произрастают синюха голубая, можжевельник обыкновенный, лютик длиннолистный (виды являются редкими и уязвимыми, не занесенными в Красную книгу Московской области, но нуждающимися на её территории в постоянном контроле и наблюдении).
Низинные заболоченные луга и осоковые болота с осоками пузырчатой, острой, сабельником болотным, таволгой вязолистной, камышом лесным, лютиком ползучим, калужницей болотной чередуются с черноольшаниками и сырыми елово-черноольховыми сообществами. На некоторых заболоченных лугах доминируют купальница европейская и таволга вязолистная. На стволах старых осин, растущих по опушкам заболоченных прогалин в западной части заказника, найдена анаптихия реснитчатая, а на ветвях ели в южной части — уснея почти цветущая (занесенные в Красную книгу Московской области), также на ветках деревьев встречаются уснея жестоковолосатая, бриория буроватая (виды, занесенные в Красную книгу Московской области).
На территории заказника отмечен вид грибов, занесенный в Красную книгу Московской области, — ежовик коралловидный.
В условиях избыточного увлажнения на болотах вдоль лесных ручьев встречаются таволгово-тростниковые участки с осокой дернистой.
Луга занимают незначительную площадь и представляют собой злаково-разнотравные участки бывших сенокосов. В настоящее время они зарастают подростом березы, кустарниковыми ивами, лесными и лугово-лесными видами.
На небольшом по размерам участке 2 заказника представлены елово-сосновые с березой леса, кислично-черничные и мелкотравные.

### Фауна
Заказник является местом обитания не менее 105 видов позвоночных животных, среди которых 2 вида рыб — золотой карась и ротан; 5 видов амфибий — травяная, остромордая, прудовая и озерная лягушки, серая жаба; 4 вида рептилий — обыкновенная гадюка, обыкновенный уж, веретеница ломкая (три последних вида занесены в Красную книгу Московской области) и живородящая ящерица; 74 вида птиц: обыкновенный осоед, чёрный коршун (оба вида занесены в Красную книгу Московской области), болотный лунь, обыкновенный канюк, чеглок, дербник (вид, занесенный в Красную книгу Московской области), тетерев, глухарь, рябчик (три последних — редкие и уязвимые виды, не включенные в Красную книгу Московской области, но нуждающиеся на территории области в постоянном контроле и наблюдении), коростель, черныш, бекас, вальдшнеп, сизая чайка, вяхирь, обыкновенная горлица (вид, занесенный в Красную книгу Московской области), обыкновенная кукушка, воробьиный сычик и мохноногий сыч (два последних — редкие и уязвимые виды, не включенные в Красную книгу Московской области, но нуждающиеся на территории области в постоянном контроле и наблюдении), длиннохвостая неясыть (вид занесен в Красную книгу Московской области), чёрный стриж, желна, седой дятел (занесен в Красную книгу Московской области), большой и малый пёстрые дятлы, белоспинный дятел (редкий и уязвимый вид, не включенный в Красную книгу Московской области, но нуждающийся на территории области в постоянном контроле и наблюдении), деревенская ласточка, лесной конёк, обыкновенный жулан, обыкновенная иволга, сойка, кедровка (вид занесен в Красную книгу Московской области), серая ворона, ворон, крапивник, лесная завирушка, речной сверчок, садовая и болотная камышовки, зелёная пересмешка, славки черноголовая, садовая и серая, пеночки — весничка, теньковка, трещотка и зелёная, желтоголовый королёк, мухоловка-пеструшка, малая и серая мухоловки, луговой чекан, зарянка, обыкновенный соловей, рябинник, чёрный дрозд, белобровик, певчий дрозд, ополовник, пухляк, хохлатая синица (редкий и уязвимый вид, не включенный в Красную книгу Московской области, но нуждающийся на территории области в постоянном контроле и наблюдении), московка, большая синица, обыкновенная лазоревка, обыкновенный поползень, обыкновенная пищуха, зяблик, юрок (редкий и уязвимый вид, не включенный в Красную книгу Московской области, но нуждающийся на территории области в постоянном контроле и наблюдении), чиж, обыкновенная чечевица, клёст-еловик, снегирь, обыкновенная овсянка; а также 20 видов млекопитающих (без учёта рукокрылых, мелких грызунов и землеройковых): европейский крот, обыкновенный ёж, обыкновенная белка, обыкновенный бобр, ондатра, зайцы беляк и русак, кабан, европейский лось, европейская косуля (редкий и уязвимый вид, не включенный в Красную книгу Московской области, но нуждающийся на территории области в постоянном контроле и наблюдении), обыкновенная лисица, енотовидная собака, лесная куница, лесной хорь, американская норка, горностай, ласка, обыкновенная рысь, бурый медведь, речная выдра (последние 3 вида занесены в Красную книгу Московской области).
Основу фаунистического комплекса составляют лесные виды Центральной России. В границах заказника можно выделить шесть основных зоокомплексов (зооформаций): зооформация ельников (с участием широколиственных и мелколиственных пород), зооформация сосняков (в том числе сфагновых), зооформация березняков, зооформация черноольшаников, лугов (вдоль линии электропередачи и опушек), зооформация водных и околоводных местообитаний (небольших лесных прудов, мелиоративных канав и небольших водоемов, образовавшихся в колеях и понижениях рельефа).
Доминирующие виды птиц зооформации ельников: зяблик, зарянка, пеночка-трещотка, славка-черноголовка и певчий дрозд. Всего здесь отмечено 32 вида птиц, в том числе длиннохвостая неясыть, обыкновенная горлица, кедровка, воробьиный сычик, мохноногий сыч, белоспинный дятел, хохлатая синица, юрок. Млекопитающие представлены 12 видами, в том числе обыкновенная рысь и бурый медведь. Из амфибий и рептилий отмечены серая жаба, травяная и остромордая лягушки, обыкновенная гадюка.
Зооформация сосняков представлена 29 видами птиц, среди которых доминируют зяблик, пеночка-трещотка, хохлатая синица и лесной конёк. Встречаются дербник и длиннохвостая неясыть, а также мохноногий сыч, воробьиный сычик, тетерев, глухарь, деряба, белоспинный дятел, хохлатая синица, обыкновенный дубонос. Млекопитающие представлены 16 видами, в том числе обыкновенная рысь и бурый медведь. Из амфибий и рептилий отмечены травяная и остромордая лягушки, прыткая ящерица, обыкновенный уж и обыкновенная гадюка.
Зооформация березняков представлена 20 видами птиц, среди которых доминируют зяблик, лесной конёк и пеночка трещотка, встречен седой дятел. Млекопитающие представлены 12 видами, в том числе обыкновенная рысь и бурый медведь. Из амфибий и рептилий отмечены травяная и остромордая лягушки, живородящая ящерица.
Доминирующие виды птиц черноольховых лесов — зяблик, славка-черноголовка, пеночка-теньковка, большая синица и мухоловка-пеструшка. Всего здесь отмечено 23 вида птиц, в том числе отмечена кедровка. Млекопитающие представлены 12 видами, в том числе обыкновенная рысь, бурый медведь и европейская косуля. Из амфибий и рептилий отмечены: травяная и остромордая лягушки, обыкновенная гадюка.
Зооформация лугов представлена 22 видами птиц, среди которых: чёрный коршун, обыкновенный осоед, дербник и юрок. Здесь же встречаются канюк, болотный лунь, коростель, обыкновенный жулан, луговой чекан, серая славка, обыкновенный соловей и другие. Млекопитающие представлены 10 видами, в том числе бурым медведем. Из амфибий и рептилий отмечены серая жаба, травяная, остромордая и прудовая лягушки, живородящая ящерица, обыкновенная гадюка. Отмечена редкая стрекоза — коромысло камышовое (редкий и уязвимый вид, не включенный в Красную книгу Московской области, но нуждающийся на территории области в постоянном контроле и наблюдении).
Зооформация водных и околоводных местообитаний представлена 10 видами птиц, в том числе чёрным коршуном. Млекопитающие представлены 6 видами, в том числе речной выдрой. Из амфибий и рептилий отмечены прудовая, озерная, травяная и остромордая лягушки, живородящая ящерица, обыкновенный уж и обыкновенная гадюка. В водоемах обитают два вида рыб: ротан и золотой карась.

## Объекты особой охраны заказника
Охраняемые экосистемы: смешанные леса с участием хвойных (ели и сосны) и широколиственных пород (липы, клёна, вязов) и богатым и разнообразным травяным покровом; еловые и сосново-еловые субнеморальные и бореально-травные (таежные) леса; заболоченные сосняки чернично-сфагновые и влажнотравные; заболоченные черноольшаники в сочетании с низинными болотами и сероольхово-пушистоберезовыми топями; верховые сосновые болота.
Места произрастания и обитания охраняемых в Московской области организмов, а также иных редких и уязвимых видов, зафиксированных на территории заказника, перечисленных ниже.
Охраняемые в Московской области, а также иные редкие и уязвимые виды растений:
- вид, занесенный в Красную книгу Российской Федерации и Красную книгу Московской области, — пальчатокоренник балтийский, или длиннолистный;
- виды, занесенные в Красную книгу Московской области, — пальчатокоренник пятнистый, княженика, или поленика, манник литовский, ладьян трехраздельный, некера перистая;
- редкие и уязвимые виды, не включенные в Красную книгу Московской области, но нуждающиеся на территории области в постоянном контроле и наблюдении, — волчеягодник обыкновенный, любка двулистная, пальчатокоренники Фукса и мясо-красный, дремлик широколистный, гнездовка настоящая, купальница европейская, синюха голубая, можжевельник обыкновенный, лютик длиннолистный.

Охраняемые в Московской области, занесенные в Красную книгу Московской области, виды лишайников — уснея почти цветущая, уснея жестковолосатая, анаптихия реснитчатая, бриория буроватая.
Охраняемый в Московской области, занесенный в Красную книгу Московской области, вид грибов — ежовик коралловидный.
Охраняемые в Московской области, а также иные редкие и уязвимые виды животных:
- виды, занесенные в Красную книгу Московской области, — обыкновенный осоед, чёрный коршун, дербник, обыкновенная горлица, длиннохвостая неясыть, седой дятел, кедровка, веретеница ломкая, обыкновенная гадюка, обыкновенный уж, бурый медведь, речная выдра, обыкновенная рысь;
- редкие и уязвимые виды, не включенные Красную книгу Московской области, но нуждающиеся на территории области в постоянном контроле и наблюдении, — тетерев, глухарь, рябчик, воробьиный сычик, мохноногий сыч, белоспинный дятел, хохлатая синица, юрок, европейская косуля, коромысло камышовое.